# Abbaye de Beaurepart
L'abbaye de Beaurepart-en-Île (ou Saint-Corneille de Beaurepart, ou abbaye des Saints-Apôtres) est un ancien monastère, en activité entre le XIIIe siècle et 1796, à Liège, en Belgique.
L'abbaye est construite pour les Frères Mineurs sur une île de Liège, qui la quittent en 1243 pour s'établir près de la place du marché. Le couvent de Beaurepart est alors à la disposition des Chevaliers de l'Ordre teutonique, puis s'y établissent, en 1288, les religieux Prémontrés de Cornillon qui vont l'occuper jusqu'à la période révolutionnaire.
Depuis 1809, l'ancienne abbaye abrite le Grand Séminaire de Liège et le palais épiscopal. En outre, subsistent son église Saint-Corneille du XVIIe siècle, une seconde église du XVIIIe siècle et son cloître du XVIIIe siècle.

## Situation géographique et étymologie
L'abbaye de Beaurepart-en-Île, ou bien Saint-Corneille de Beaurepart, ou encore abbaye des Saints-Apôtres est située à Liège, en Belgique, dans la province de Liège. Elle fut construite sur une Île formée par deux bras de la Meuse aujourd'hui comblés, la Sauvenière et le boulevard Piercot.

## Histoire
Beaurepart-en-Île, jadis en wallon å bairpâ est construite au début du XIIIe siècle pour les Frères Mineurs.

### Lebellus reditusdes frères Mineurs
Le couvent de Beaurepart est bâti sous l'épiscopat de Jean d'Eppes pour y établir des Frères mineurs. Ces religieux l'occupent jusqu'au mois de novembre 1234. Le bâtiment est alors détruit par un incendie et les religieux se retirent alors dans la paroisse de Saint-Hubert. Le couvent ayant été rebâti par Raoul de l'Isle, chevalier, et Gilles Surlet de Hozémont, chanoine de Saint-Lambert, les Frères mineurs y retournent en 1235 ; ce fut pour eux un 'beau-retour' (un bellus-reditus), ce qui donnera au couvent son nom. Toutefois leur second séjour au Beaurepart ne fut pas de longue durée. En 1243, ils s'établirent près du marché dans un lieu nommé Richonfontaine.

### Les Chevaliers de l'Ordre teutonique
Le couvent de Beaurepart, redevenu un domaine de l'évêque, est mis par Henri de Gueldre, en 1254[Passage contradictoire], à la disposition des chevaliers de l'Ordre teutonique à partir 1243[Passage contradictoire] qui vont ensuite s'installer derrière le palais des Princes-Évêques, mais la date n'est pas précise.[incompréhensible]

### Tentative d'inviter les chanoines de Saint-Victor
L'archidiacre Baldard l'acquit alors de l'évêque et du Chapitre, probablement sous la condition d'y établir des religieux et de les doter; ce qu'il fit par testament en ordonnant d'y établir des chanoines réguliers de Saint-Victor de Paris. Son exécuteur testamentaire Godefroid de Fontaines, chanoine de Saint-Lambert, fait, mais inutilement, des instances auprès des religieux de Saint-Victor pour qu'ils y établissent une communauté de leur ordre. Dès lors, le couvent de Beaurepart fit retour à l'évêque et au Chapitre, qui y établirent en 1288 les religieux Prémontrés de Cornillon qui vont l'occuper jusqu'à la période révolutionnaire.

### Installation des Prémontrés de Cornillon à Beaurepart

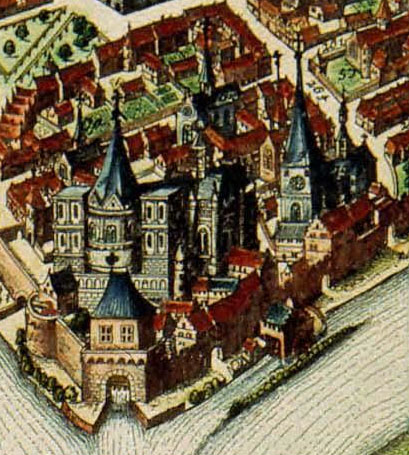
L'abbaye de Saint-Jacques vers 1642, à l'arrière gauche le couvent des Sœurs grises, à l'arrière droit, le couvent des Clarisses, et à droite Beaurepart; extrait de la carte de Johan Blaeu

L'abbaye du Mont Cornillon et ses biens sont, au XIIIe siècle, l'objet de tant de déprédations et de dévastations et de brigandage, que les religieux n'ont plus de quoi subsister et songent à abandonner Cornillon pour se retirer dans d'autres maisons de leur ordre. Jean de Flandre, l'évêque de Liège ainsi que le Chapitre de la Cathédrale Saint Lambert viennent à leur secours. Ils organisent avec eux un grand échange de biens en 1288 et leur cèdent, entre autres, le couvent abandonné de Beaurepart en Isle, sur les bords de la Meuse. Les Prémontrés en prennent possession la même année; ils en augmentent sa surface par l'achat de la maison dite de l'abbaye de Floreffe, maison qui provient de Henri de Flémalle, chevalier, et qui deviendra la demeure des évêques de Liège.

### Les neuf paroisses des Prémontrés de Beaurepart
L'abbaye de Beaurepart, où s'installent les Prémontrés de Cornillon va agir comme le séminaire qui fournit des curés et des vicaires à de nombreuses églises. Aussi les études de philosophie et de théologie n'ont-elles cessé d'être cultivées dans cette maison.
Dès leur installation, les Prémontrés de Cornillon, eurent plusieurs églises à desservir: celles de Notre-Dame à Jupille, de Saint-Nicolas Outre-Meuse, Saint-Bavon de Loverval, de Saint-Nicolas à Archis, de Saint-Remy de Simpelvelt, de Saint-Lambert de Soumagne, de Grimby (Opgrimbie), de Rekem (Reckheim), de Saint-Lambert de Borsu et celle du couvent des Augustines (ou Norbertines).
- Les premières églises paroissiales que les Prémontrés de Cornillon aient reçues à desservir, sont celles de Riche (Rechain) et de Gonherys (Gonrieux); on les trouve citées dans une bulle d'Innocent II.

- Albéron, évêque de Verdun, y ajouta en 1152 l'église de Notre-Dame, à Jupille, qui avait été bâtie et dotée par Thierry, évêque de Verdun. Jupille était à cette époque une seigneurie de l'église de Verdun qui y possédait aussi de grands biens et un château, Jupillo était en 1008 un domaine de la couronne impériale d'Allemagne. Henri II le donna, cette année-là, à l'église de Verdun. Plus tard, l’église paroissiale de Jupille, étant incorporées au décanat de Notre-Dame à Aix-la-Chapelle, le doyen Garsilius en confia en 1274 la déserviture perpétuelle à l'abbé des Prémontrés.

- Wedericus de Prato, avoué de Liège, et ses deux nièces, Oda et Beatrix, donnèrent avant l'année 1160 l'église de Saint-Nicolas Outre-Meuse.

- Une charte de 1187 précise qu'Albert, grand-prévôt et archidiacre du Hainaut, incorpora à la communauté de Cornillon, deux bénéfices simples ou autels fondés dans l'église de Loverval.

- Sous l'abbé Gosuin, le couvent reçoit trois nouvelles églises paroissiales à desservir : celles de Boffoit (Borsu en Condroz), de Simpelvelt et de Soumagne. Nous ignorons à qui les Prémontrés doivent l'église de Borsu, mais celle de Simpelvelt leur est donnée en 1203 par Hugues de Pierrepont[4], évêque de Liège, et celle de Soumagne leur est cédée en 1204 pour une certaine somme par Winand[5], chevalier de Fechiers (hameau de Fècher proche de Soumagne-les Moines, actuellement Soumagne-Bas).

- En 1203, les Prémontrés cèdent à l'évêque leurs terres de Gonrieux près de Couvin[note 3] et l'église de cet endroit pour un rente annuelle de six marcs et l'exemption de tout impôt sur leurs terres de Villers-l'Évêque.

- Le pape Innocent III confirme, le 1er décembre 1205, toutes les possessions de l'abbaye, notamment l'église de Saint-Nicolas Outre-Meuse, celle de Saint-Bavon à Loverval, celle de Saint-Lambert à Borsu, celle de Saint-Remy à Simpelvelt, celle de Saint-Lambert à Soumagne.

- En 1223, l'abbaye des Prémontrés reçut encore une église paroissiale à desservir, celle de Grimby. Wiger, chevalier de Lowaige, en donna le droit de patronage aux religieux Prémontrés, avec le consentement de son épouse Gertrude et de son fils Louis.

- Guillaume, seigneur de Bronckhorst et de Reickheim (Rekem), donne en 1260 à l'abbaye des Prémontrés le droit de patronage sur l'église de Rekem.

### Développement et apogée de l'abbaye
En 1351, les Prémontrés obtiennent du Conseil communal de Liège l'autorisation de faire des constructions le long de la Meuse, même sur les murs de la ville. L'abbé Nicolas exécuta les constructions qu'avait projetées son prédécesseur et il reçut à cet effet, en 1357, l'autorisation de la ville.
En 1483, Dominique Rovere, légat du Saint-Siège, unit, le 17 mars 1483, un canonicat de la collégiale Sainte-Croix de Liège à la mense abbatiale. Depuis cette époque les abbés de Beaurepart furent aussi chanoines de Sainte-Croix et y célébrèrent les principaux offices.
Léonard De Limbourg est élu le 12 août 1525. Il jette les fondements de la nouvelle église de l'abbaye, mais son décès le 19 août 1546 ne lui permit pas de l'achever. Elle est continuée par ses successeurs. C'était, d'après Langius et Pierre Lambert de Saumery, une petite église gothique qui se distinguait par ses belles proportions et ses riches décorations.
Jean De Sart, abbé de 1571 à 1584 va reconstruire une grande partie de son abbaye.
Nicolas De Gomsée, de 1638 à son décès en 1657 va acquérir la terre et seigneurie de Rennes (Hamoir) et fait de grandes réparations à l'église et au couvent. Depuis cette époque, les abbés de Beaurepart portent le titre de seigneurs de Rennes.
Le pape accorde, le 8 février 1658, les privilèges de la crosse et de la mitre à l'abbé de Beaurepart. 
L'abbé Ambroise Defraine, de 1664 à 1695 reçoit du prince-évêque Maximilien-Henri de Bavière en 1664, moyennant une rente annuelle d'un chapon, l'autorisation de construire un pont au-dessus de la rue des Prémontrés pour relier la maison au jardin situé au-delà de la rue. Dès que le pont couvert fut achevé, l'abbé mit ce jardin à la disposition de ses religieux pour y prendre l'air et faire leurs promenades. Ce terrain, occupé par plusieurs maisons, avait été acquis successivement par l'abbaye dans le courant du XIVe siècle et converti plus tard en jardin. L'abbé Defraine eut un long procès à soutenir contre François Gobert d'Aspremont comte de Reckheim. Celui-ci, prétendant avoir le droit de patronage sur l'église du village, chasse le curé nommé par l'abbé de Beaurepart et le remplace par un prêtre séculier. Le procès parcourut tous les degrés de juridiction et dura plusieurs années. Le 13 décembre 1686, la Chambre impériale condamne le comte de Reickhem à rétablir le curé légitime dans la possession de son église. L'abbé Defraine meurt le 30 mars 1695. Son successeur, Pierre Alexandre De Falloize dû continuer ce procès: le comte de Reickhem continuait à revendiquer, même devant le tribunal de la Rote, à Rome, ses prétendus droits sur le patronage de l'église de Reickhem. L'abbé dut se défendre au procès, et ce ne fut qu'en 1703 qu'il parvint à faire reconnaître et sanctionner ses droits. 
Norbert Burnenville, élu abbé le 20 juin 1733 au 6 mars 1745, va de 1733 à 1745 rebâtir l'aile du couvent que baignait alors la Meuse.

### La révolution liégeoise
Pendant la révolution liégeoise de 1789 à 1791, l'abbaye est contrainte de faire, le 15 avril 1790, un don patriotique en faveur de la révolution de 292 florins. Ce n'est pas là le seul sacrifice qu'elle doit lui faire:
- Le 29 avril 1790, disent les mémoires de l'abbaye, nous avons pris à frais à mademoiselle la veuve Jacques Dechêne deux mille florins à 31/2 pour cent. Les insurgents, non contents de cette somme, ont exigé encore deux mille et le 30 dito nous avons eu encore deux mille florins à la dite demoiselle par acte séparé. En deux créations les États nous ont donné un billet par lequel ils s'engagent à nous payer 4 pour cent[note 4]

Pendant l'occupation du pays par le général Dumouriez, de novembre 1792 au 5 mars 1793, les soldats français malades ou blessés sont logés dans la nouvelle aile de l'abbaye. Les bureaux de payement pour les fournitures y sont également établis. Dès le 13 novembre 1792, les religieux ont mis leurs archives en sûreté à Maastricht.
Le 3 mars 1793, l'avant-veille du départ des Français, les révolutionnaires massacrent trois Prémontrés pour avoir refusé de prêter le serment civique. Guidel est enterré dans un caveau particulier de l'église des Prémontrés, Dupuis et Lemoinne dans l'ancienne église de Saint-Pholien, démolie en 1853.
Lorsque les Français s'emparent une seconde fois de Liège au mois de juillet 1794, les Prémontrés émigrent emportant leurs effets précieux et leurs archives en Allemagne; mais ils peuvent rentrer au commencement de 1795, et sont remis dans la possession de leur abbaye.

### Fin de l'abbaye des Prémontrés
Le 10 décembre 1795, les prémontrés voient la suppression et la dispersion de leur communauté à la fin de l'année 1796. Les religieux acceptèrent tous leurs bons et s'en servirent pour racheter les biens de leur communauté ainsi que les meubles de leur bâtiment et de leur église. Mais ne peuvent racheter la maison elle-même qui est réservée à un service public. Tous les religieux Prémontrés restèrent fidèles à leur devoir et refusèrent en 1797 de faire le serment de haine à la royauté. L'abbaye servit successivement de boucherie, de magasin de peaux, de magasin de poudre et de salpêtre et enfin de salle d'armes.

## Période contemporaine

### Le Séminaire et le palais épiscopal
Par un décret du 11 juin 1809, depuis Schœnbrunn à Vienne, l'empereur Napoléon cède l'abbaye des Prémontrés pour servir de séminaire et de palais épiscopal : « L'église des ci-devant Dominicains de la ville de Liège, dit le décret, sera remise à la disposition du ministre de la guerre pour compléter l'établissement d'artillerie formé dans le dit couvent qui restera définitivement affecté à ce service. Le couvent des ci-devant Prémontrés avec ses jardins et dépendances est affecté au logement de l'évêque de Liège et à l'établissement de son séminaire. En conséquence le ministre de la guerre fera mettre à la disposition dudit évêque toute la partie de ce couvent qui avait été affectée au service de l'artillerie pour y construire des salles d'armes par décret du 10 thermidor an XI (le 29 juillet 1803). Cette remise n'aura lieu qu'à l'époque où la nouvelle salle d'armes, qui doit être placée dans l'ancien couvent des Dominicains, sera terminée. Les frais d'arrangement de la nouvelle salle d'armes et du transport des effets d'artillerie de son ancien local au nouveau, seront à la charge de l'évêque de Liége. ».

### Le Séminaire
Le premier Séminaire de Liège s'était installé dans l'ancien Hôpital Saint-Mathieu à la Chaîne. 
Dès l'année 1808, l'évêque Jean-Évangéliste Zaepffel avait acheté au Gouvernement l'ancienne abbaye des Prémontrés pour 30 000 florins dans l'intention d'y établir le Séminaire supprimé depuis 1794. Ce fut seulement en 1815 que Jean-Arnold Barrett, vicaire général et futur évêque de Namur, put y ouvrir des cours de philosophie et de théologie. Ces cours avaient commencé en 1814 dans les cloîtres de Saint-Paul puis dans ceux de Saint-Jean[incompréhensible].

### Le nouvel évêché
Le Concordat du 15 juillet 1801 entre Napoléon et Pie VII va réinstaurer un nouvel évêché couvrant les territoires des départements de l'Ourthe et de la Meuse-Inférieure. D'abord siège de l'Évêché, ce bâtiment devient ensuite le siège du Grand Séminaire de Liège et du Diocèse de Liège.[incompréhensible] Il est surélevé de deux étages se trouve en bordure des quais qui traversent la ville, de la Meuse et du port de plaisance.

## Aspects patrimoniaux et culturels

### L’église Saint-Corneille

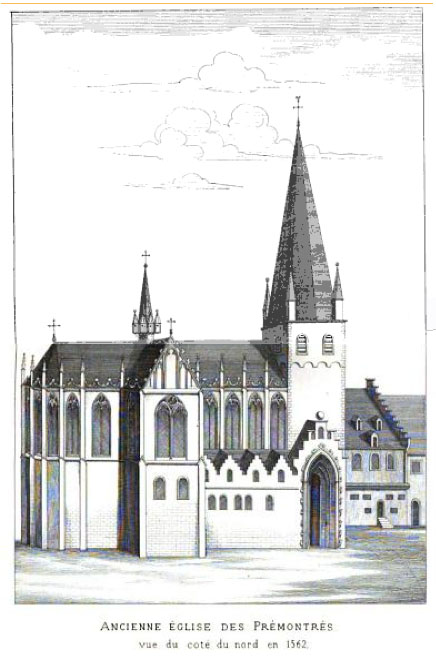
L'église de Beaurepart : vue de l'ancienne église, copie d'après le manuscrit de Langius.

Elle apparait déjà sur la carte de Blaeu publiée en 1649. Des commentaires relatifs à cette église, constitués à partir des réflexions figurent ci-dessous :
- l'église est ornée en dedans, de marbre blanc et noir, de jaspes et autres pièces singulières ;
- le dorsal, élevé sur piliers de marbre noir, et taillé au milieu avec les soubassement et piédestal, est remarquable ;
- le frontispice orné de plusieurs statues et d'histoires de l'ancien et du nouveau Testament est riche ;
- la table et l'ornement du grand autel est fait d'albâtre ;
- il existe aussi des parures de pierres taillées ou de peintures ;
- l'église comporte enfin quelques marbres et épitaphes d'anciens abbés.

D'autre part, deux colonnettes en marbre noir du maître-autel de cette église, portant les armoiries de la famille de Limbourg, lesquelles sont conservées au Grand Curtius.

### La seconde église
L'abbé Lambert Buisman, décédé le 31 juillet 1762, commença en 1760 la reconstruction de l'église d'après un plan de l'architecte Barthélemy Digneffe. Les travaux durèrent dix ans. Les économies et les revenus ordinaires de l'abbaye n'y suffirent pas. Ce n'est que le 25 janvier 1770 que la nouvelle église est bénite. L'achèvement de l'église et son ameublement sont l'objet des soins assidus de l'abbé Augustin Gilet, élu du 24 janvier 1763 à l'an 1789.
Le plan de l'église est conçu dans des proportions assez vastes. Il présente à l'œil la forme d'une croix latine dont la partie prolongée forme le chœur et le sanctuaire. Les deux bras de cette croix se terminent en demi cercles, ainsi que la tête, où se trouve la porte d'entrée. Le transept qui est de forme circulaire est surmonté d'une haute coupole. L'église n'est pas orientée, le maître-autel se trouvant à l'occident et la porte d'entrée à l'orient. Elle est éclairée par deux rangées de fenêtres de forme cariée, séparées l'une de l'autre par une corniche continue. Des colonnes plates, engagées et peu saillantes soutiennent la corniche, mais ces colonnes ne sont point couronnées d'un entablement.
Sous les fenêtres du chœur, l'abbé Gillet place les tableaux qu'il avait fait peindre par Latour et qui représentent des sujets de l'ancien testament :
- une Descente de croix, par Bertholet de Flémalle, est placée à l'autel du bras droit du transept ;
- une Vierge donnant l'habit à Saint-Norbert, par Waltère Damery, est placée à l'autel du bras gauche du transept ;
- deux tableaux que Henri Deprez a été chargé de peindre sont placés dans l'hémicycle où se trouve la porte d'entrée, l'un représente les Vendeurs chassés du temple l'autre Jésus enseignant au temple.

D'autre part, le maître-autel est surmonté d'un groupe de sculpture de style romain qui représente Saint-Norbert foulant aux pieds l'hérésiarque Tanchelin. La voûte de la coupole est peinte par Louis Dreppe. On y trouve également le chemin de croix de C. Geefs, ainsi que des orfévreries remarquables.
Après avoir achevé l'ameublement de l'église, l'abbé Gillet commence en 1788 la reconstruction de l'aile nord-est de l'abbaye, d'après un nouveau plan de l'architecte Barthélemy Digneffe. Il en pose la première pierre le 7 avril. Il décède le 27 février 1789. Cette aile du bâtiment n'est entièrement achevée qu'en 1793.

### L'ancien palais abbatial
Il correspond en 1954, à l'évêché, et abrite encore des éléments décoratifs du XVIIIe siècle ainsi qu'une série de portraits des évêques liégeois depuis le XVIe siècle.

### L'ancien cloître
Il date du XVIIIe siècle et entourait autrefois les locaux monastiques, ces derniers se trouvant être un séminaire en 1954.